# Антоневский, Рафал
Рафал Антоневский (пол. Rafał Antoniewski; род. 3 декабря 1980, Бельско-Бяла, Польша) — польский шахматист и шахматный тренер, гроссмейстер (2010).

## Основные достижения
Серебряный призёр личного первенства Польши в блице, двукратный чемпион (2001/2002, 2003/2004 — оба с клубом «Хагеман» (Опава)) и семикратный призёр клубных чемпионатов Чехии, победитель клубного чемпионата Словакии (2018/2019), двукратный серебряный призёр клубных чемпионатов Польши (2002 — с командой AZS UMCS (Люблин), 2010 — с клубом «Пасьонат» (Данковице)).
На юношеском уровне шесть раз представлял Польшу в личных чемпионатах Европы в разных возрастных категориях (лучший результат — 4-е место, 1995, возрастная категория до 16 лет), трижды — в личных чемпионатах мира, призёр юношеского (до 20 лет) чемпионата мира со сборной Польши.

## Спортивные результаты
| Год       | Город   | Турнир                                                  | + | − | = | Результат | Место |
| --------- | ------- | ------------------------------------------------------- | - | - | - | --------- | ----- |
| 1999      | Кошалин | «MK CAFE Open A»                                        |   |   |   | из        | [ 6 ] |
| 2009      | Люблин  | «65 Druzynowe Mistrzostwa Polski Seniorow — Ekstraliga» |   |   |   | из        | [ 7 ] |
| 2009/2010 |         | «SVK extraleague 2009/2010»                             |   |   |   | из        | [ 8 ] |
| 2003/2004 |         | Командный чемпионат Чехии — «Hagemann Opava»            | 2 | 0 | 5 | 4½ из 7   | 1     |
| 2004/2005 |         | Командный чемпионат Чехии — «Loko Brno-Slezan»          | 7 | 2 | 2 | 8 из 11   | 3     |
| 2007/2008 |         | Командный чемпионат Чехии — «BŠŠ Frýdek-Místek»         | 4 | 1 | 4 | 6 из 9    | 3     |
| 2013/2014 |         | Командный чемпионат Чехии — «BŠŠ Frýdek-Místek»         | 2 | 1 | 5 | 4½ из 8   | 3     |
| 2015/2016 |         | Командный чемпионат Чехии — «BŠŠ Frýdek-Místek»         | 3 | 2 | 2 | 4 из 7    | 3     |
|           |         |                                                         |   |   |   | из        |       |

## Изменения рейтинга
| Графики недоступны из-за технических проблем. См. информацию на Фабрикаторе и на mediawiki.org. |